# 小松直樹
小松 直樹（こまつ なおき、1974年 - ）は、日本の医学者。専門は、視覚病態学・緑内障の研究。学位は、医学博士。医療法人寿会理事長。福岡県出身。

## 略歴
1974年福岡県出身。1993年福岡県立京都高等学校卒業。2001年鳥取大学医学部医学科卒業。同年、第95回医師国家試験合格し、同年5月に同大学医学部附属病院眼科医員（研修医）、2002年3月同大学同局退職。2006年に、同大学院医学系研究科外科系専攻博士課程修了し、医学博士を取得。2011年5月医療法人寿会理事長に就任。同年同月、同大学医学部附属病院眼科非常勤（緑内障診療担当）。日本眼科学会専門医である。
- 所属学会は、日本眼科学会。

## 受賞歴
- 2010年 - 鳥取大学附属病院優秀指導医賞を受賞[1]。

## 書籍・論文
- 「アレルギー性結膜炎即時相のトランスクリプトーム」（共著：宮崎大、郭権慧、日本眼薬理学会プログラム・講演抄録集、2005年）
- 「マウスアレルギー性結膜炎に対するCCR3阻害薬の治療効果」（共著：宮崎大、井上幸次／鳥取大学医学部感覚運動医学講座視覚病態学分野 、米子医学雑誌、2006年）[2]
- 「ラタノプロスト単独投与への点眼治療薬変更による眼圧下降効果の多施設検討」（共著:高井保幸、谷戸正樹、高梨泰至、他、日本緑内障学会雑誌、2011年）[3]
- 『タフルプロストおよびトラボプロストの12週間点眼による自覚症状,治療満足度の検討』（医学書院、2014年）

## 活動
- 2012年10月 - 第66回日本臨床眼科学会（京都府にて）で「角膜内皮は抗原提示細胞として免疫応答を制御するか?」[4] と題し、「前眼部炎症疾患における前房内サイトメガロウイルスDNAのロジスティック解析」を若手研究チーム代表として発表。
- 2015年 - 第52回日本眼感染症学会総会「角膜移植後に再発した難治性アカントアメーバ角膜炎の 1 例」を講演[5]。